# Moods of Marvin Gaye
Moods of Marvin Gaye è il settimo album in studio del cantante statunitense Marvin Gaye, pubblicato nel 1966.

## Tracce
Side 1
1. I'll Be Doggone – 2:47 (Warren Moore, Smokey Robinson, Marvin Tarplin)
2. Little Darling (I Need You) – 2:35 (Holland-Dozier-Holland)
3. Take This Heart of Mine – 2:49 (Moore, Robinson, Tarplin)
4. Hey Diddle Diddle – 2:30 (Johnny Bristol, Harvey Fuqua, Gaye)
5. One More Heartache – 2:42 (Moore, Robinson, Bobby Rogers, Tarplin, Ronald White)
6. Ain't That Peculiar – 3:00 (Moore, Robinson, Rogers, Tarplin)

Side 2
1. Night Life – 3:05 (Walt Breeland, Paul Buskirk, Willie Nelson)
2. You've Been a Long Time Coming – 2:13 (Holland-Dozier-Holland)
3. Your Unchanging Love – 3:13 (Holland-Dozier-Holland)
4. You're the One For Me – 3:24 (Morris Broadnax, Clarence Paul, Stevie Wonder)
5. I Worry 'Bout You – 3:24 (Norman Mapp)
6. One for My Baby (and One More for the Road) – 4:30 (Harold Arlen, Johnny Mercer)